# Hypotrachyna awasthii
Hypotrachyna awasthii är en lavart som beskrevs av Hale & Patw. Hypotrachyna awasthii ingår i släktet Hypotrachyna och familjen Parmeliaceae.   Inga underarter finns listade i Catalogue of Life.